# Museo de Schaerbeek de la Cerveza

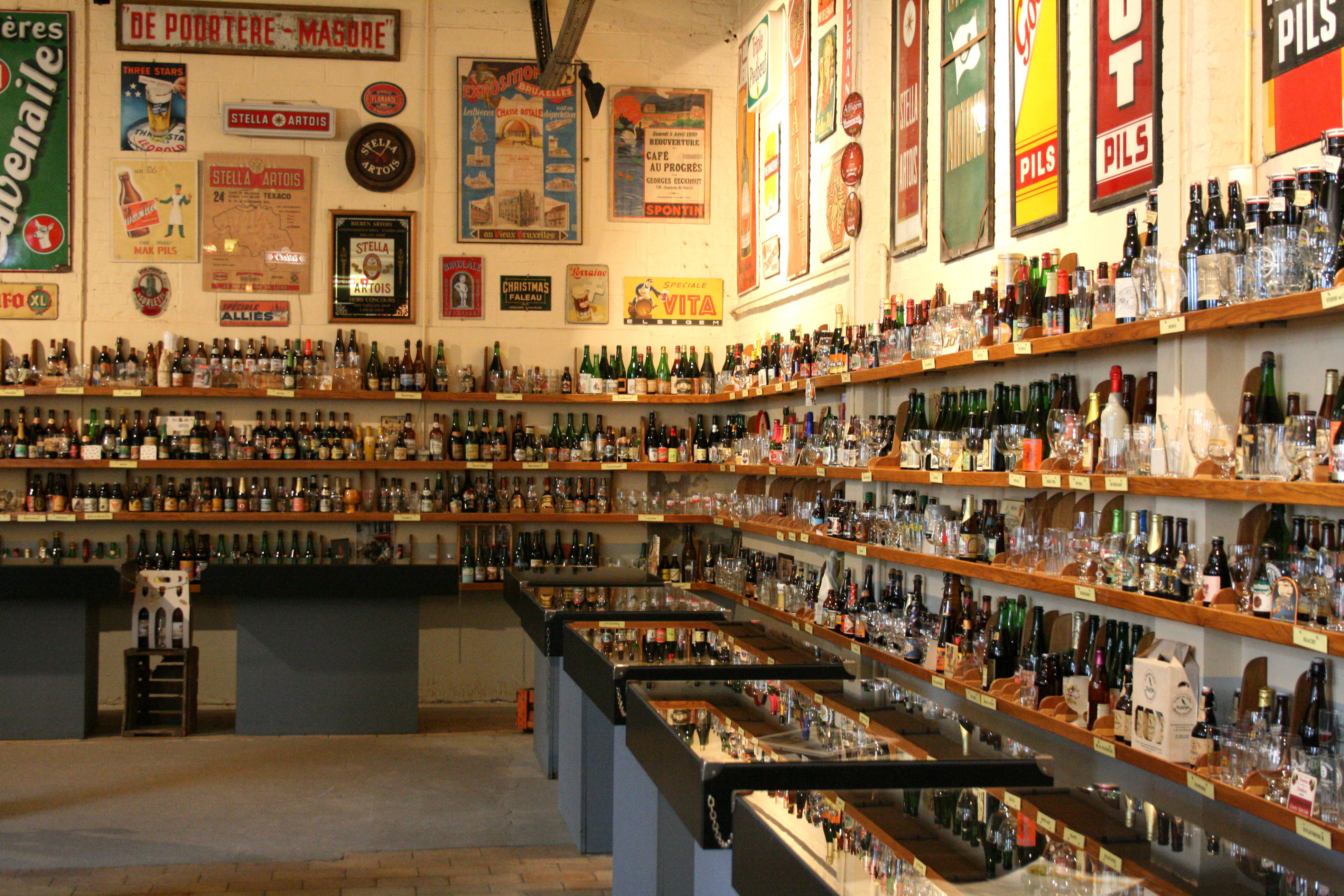
Museo de Schaerbeek de la Cerveza

El Museo de Schaerbeek de la Cerveza  (en francés Musée schaerbeekois de la bière y en neerlandés Schaarbeeks Biermuseum)  es un museo dedicado a las cervezas belgas situado en la comuna de Schaerbeek, Bruselas, Bélgica. Este museo fue fundado en 1993 y se abrió oficialmente en marzo de 1994. Tiene un estatuto jurídico de asociación sin ánimo de lucro (en francés association sans but lucratif,  asbl).
El museo alberga una colección de más de 1000 botellas de cervezas belgas y sus respectivos vasos o copas de cerveza. También exhibe máquinas y herramientas usadas en la fabricación de cerveza, anuncios y archivos del pasado y del presente de cervecerías. El museo también cuenta con una reconstrucción de una brasserie del 1900.
Se elabora específicamente para el museo una cerveza llamada la "Schaerbeekoise"  por la Brasserie ROCS. Esta cerveza, así como muchas otras variedades de cervezas belgas, se sirven en la propia brasserie del museo, que se encuentra en los antiguos talleres de una escuela cercana.